# Agyrtacantha browni
Agyrtacantha browni là loài chuồn chuồn trong họ Aeshnidae. Loài này được Marinov & Theischinger mô tả khoa học đầu tiên năm 2012.